# カマエメルム属

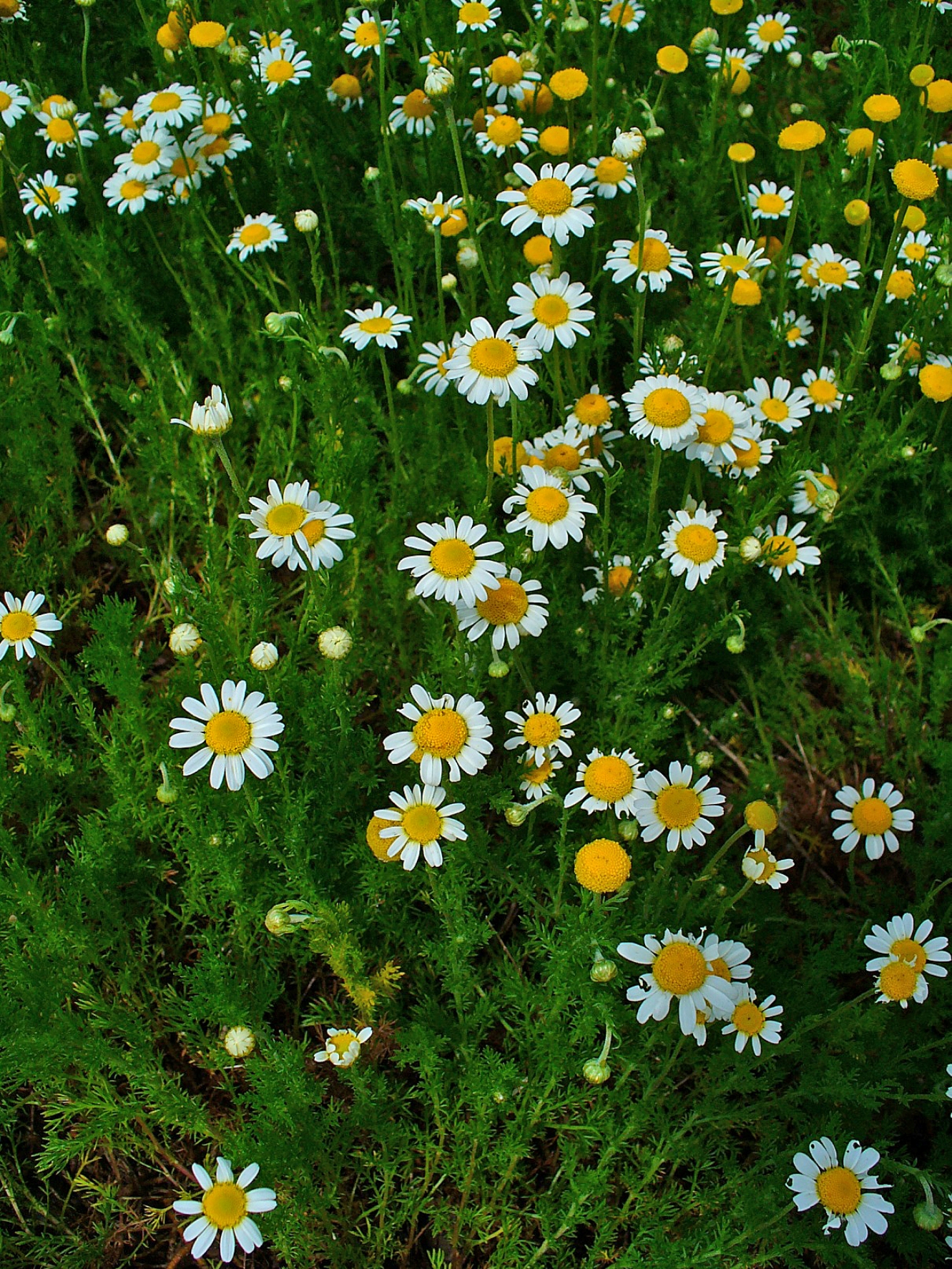
密生しているChamaemelum nobile

カマエメルム属（学名：Genus Chamaemelum）は、キク科の中の、一年草と常緑の多年草4種からなる属である。

## 概要
ヨーロッパ、地中海沿岸地域を原産地とし、北アフリカ、西アジアなどにも広く自生している。
属名はギリシャ語のchamaimelon (大地のリンゴ）からくる。リンゴのような芳香がする葉を持ち、デイジーのような花を咲かせる。
ハーブとして重要なのは、ローマンカモミール(Chamaemelum nobile) だけであり、カモミールティーとしてハーブティーや、薬用としても利用される。密生すると草地になり、芝生として利用しやすい花が咲かないChamaemelum nobile ‘Treneague' という園芸品種もある。

## 種
- Chamaemelum nobile (L.) All.
- Chamaemelum fuscatum (Brot.) Vasc.
- Chamaemelum discoideum All.
- Chamaemelum mixtum (L.) All.

### 園芸品種
- Chamaemelum nobile ‘Treneague'
匍匐性の茎が地面についたところから発根する。高さは10センチ程で芳香が強く、花は咲かない。ローン・カモミール (lawnchamomile) と言う名前もある。
- Chamaemelum nobile ‘Flore Pleno'
八重咲きの黄色の花を咲かせる。高さは15センチ程。ダブル・カモミール（double chamomile) という名前でも呼ばれる。